# Wrężnica

Wrężnice na fragmencie rysunku teoretycznych linii kadłuba statku

Wrężnica – krzywa teoretycznego przekroju poprzecznego kadłuba statku wodnego powstała na płaszczyźnie prostopadłej do powierzchni wody i płaszczyzny symetrii jednostki. Powstaje poprzez przecięcie zewnętrznej powierzchni kadłuba przez płaszczyznę owręża i płaszczyzny do niej równoległe. Ze względu na to, że kadłub jest symetryczny dla lewej i prawej burty na rysunku technicznym zaznacza się wrężnice dziobowe po prawej stronie oraz wrężnice rufowe po lewej. Kształt wrężnicy w odpowiednich miejscach kadłuba pokrywa się z kształtem wręgów umożliwiając tym samym sporządzenie odpowiedniej dokumentacji wykonawczej przeznaczonej do trasowania.